# 彼得罗巴甫利夫斯卡-博尔夏希夫卡

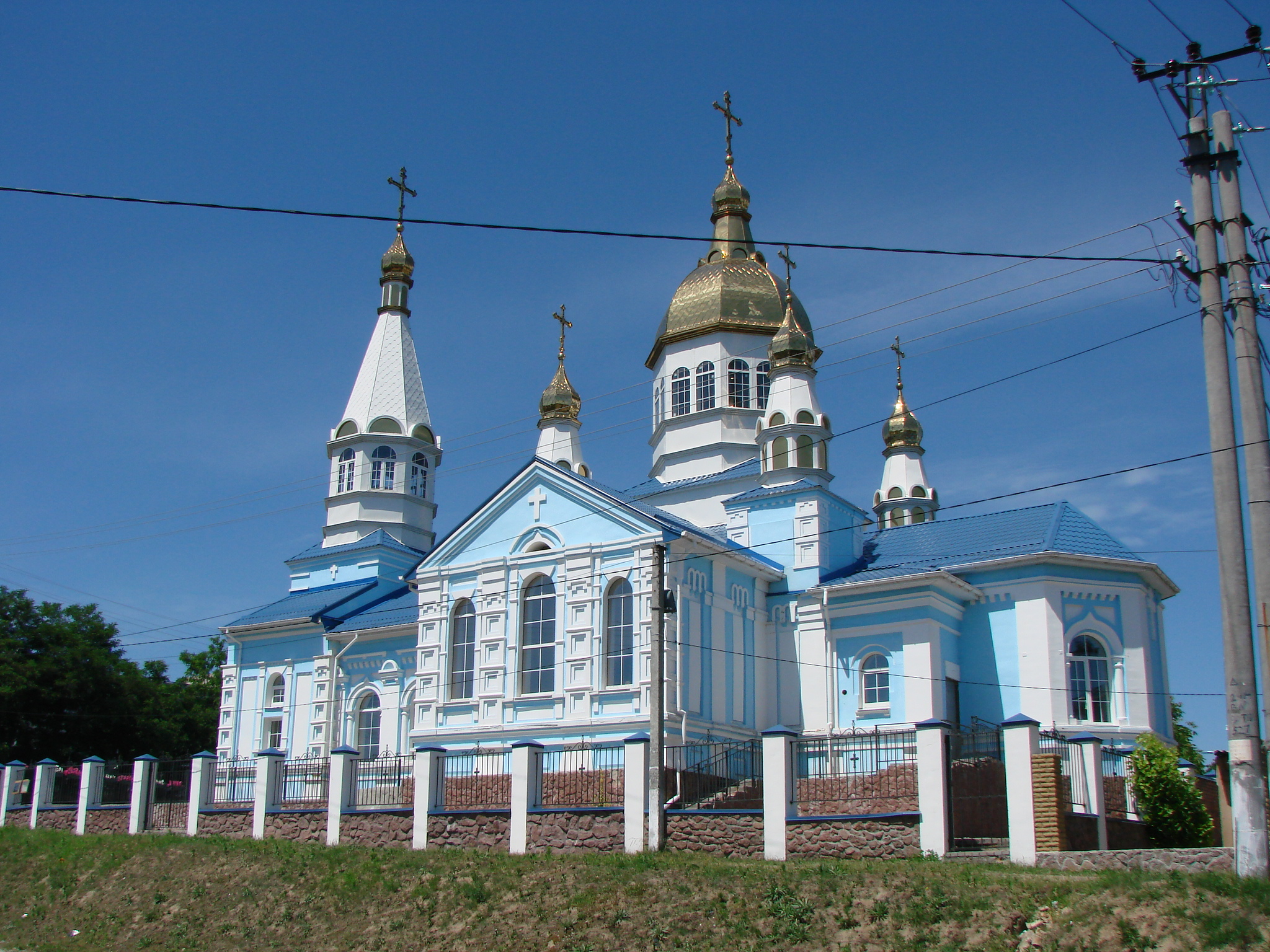
教堂

彼得罗巴甫利夫斯卡-博尔夏希夫卡（烏克蘭語：Петропавлівська Борщагівка）是烏克蘭中北部基輔州布恰区博尔夏希夫卡市镇内的村落，及该市镇的行政中心。始建於1578年，面積25.03平方公里，海拔高度152米，2001年人口6,125，人口密度每平方公里244.7人。